# 花椿
花椿（はなつばき）は資生堂のPR誌、企業文化誌。1937年創刊。

## 概要
1924年創刊『資生堂月報』と、1933年創刊『資生堂グラフ』を前身として、1937年11月に創刊。自社製品に限らず、ファッション、美容情報、欧米事情など暮らしの文化全般に関わる事象を取り上げる。2007年からテキスト中心の『よむ花椿』とビジュアル中心の『みる花椿』に分割されたが、2012年から再び一誌に統合された。2014年11月号で800号を達成。
2015年12月号をもって月刊雑誌としては廃刊となり、2016年1月からデジタルに移行することとなった。
歴代アート・ディレクターには村瀬秀明、仲條正義、澁谷克彦などがいる。仲條は1966年から2011年まで約40年間関わり、同誌の先鋭的なイメージを作り上げた。2009年には仲條時代のデザインを集めた『花椿ト仲條　HANATSUBAKI and NAKAJO Hanatsubaki 1968‐2008』（ピエ・ブックス）が刊行された。